# Namensaktie

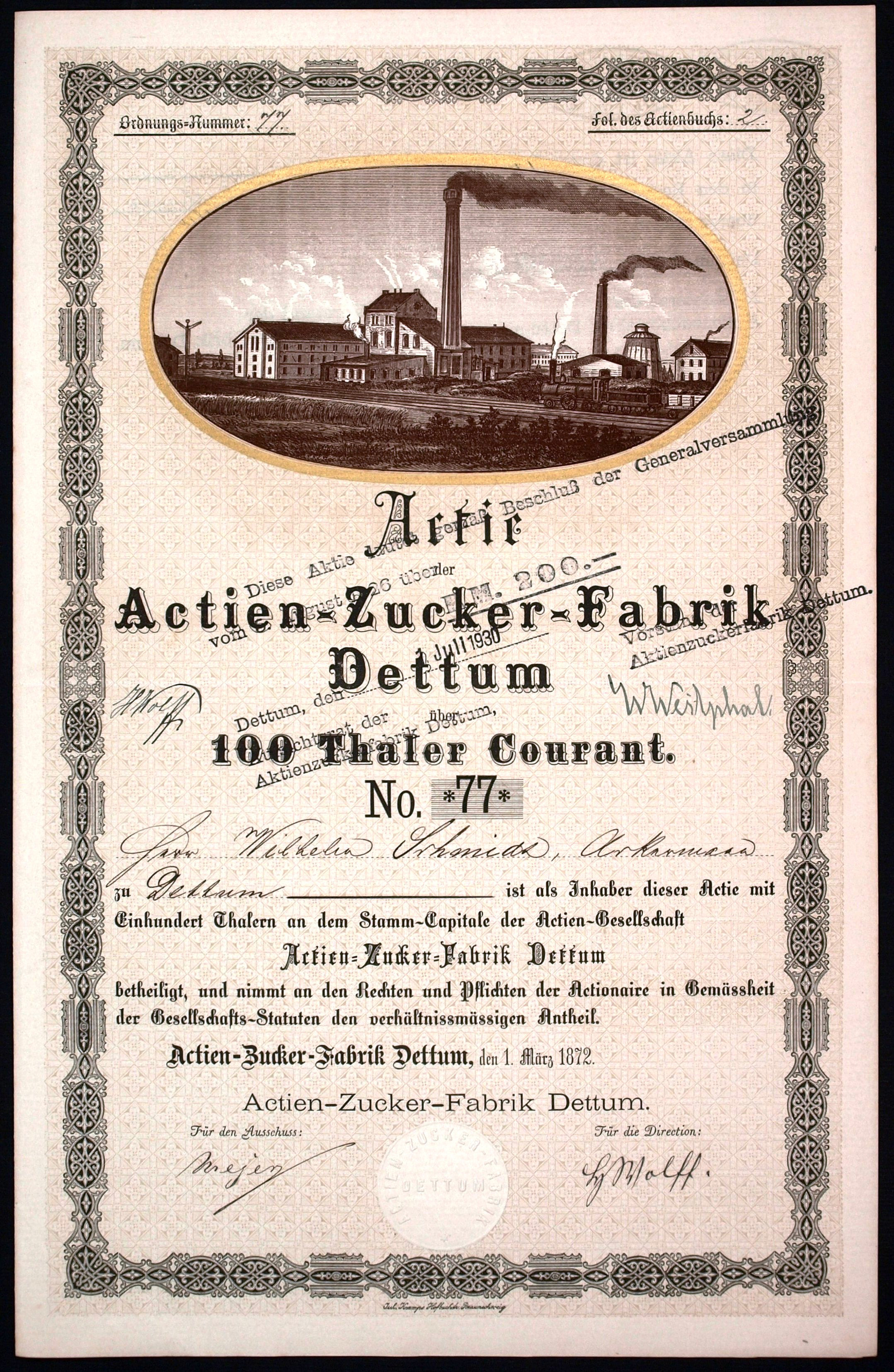
Namensaktie der Actien-Zucker-Fabrik Dettum vom 1. März 1872

Eine Namensaktie (englisch registered share) oder eine Namenaktie (Schweizer Hochdeutsch) ist ein Typ von Wertpapier. Sie kann ein zu den geborenen Orderpapieren gehörendes Wertpapier sein oder alternativ ohne Verbriefung Bestand haben.

## Situation in Deutschland

### Allgemeines
Der überwiegende Teil aller umlaufenden Aktien ist rechtlich in Deutschland als Inhaberaktie ausgestaltet. Die Rechte hieraus können wie bei allen Inhaberpapieren durch bloße Einigung und Übergabe der Urkunde (§§ 929 ff. BGB) übertragen werden. Das erhöht ihre Umlauf- und Verkehrsfähigkeit, die insbesondere beim Börsenhandel unerlässlich sind. Beim Börsenhandel kommt es darauf an, dass die dort gehandelten Effekten ohne besondere Formalitäten übertragen werden können, also fungibel sind. Diese Fungibilität führt letztlich dazu, dass den Aktiengesellschaften der Kreis der – oft wechselnden – Inhaber ihrer Aktien nicht namentlich bekannt ist. Die Inhaberaktie ist rechtlich seit 1978 nicht mehr als Normalfall vorgesehen, denn § 23 Abs. 3 Nr. 5 AktG enthält sich einer Vermutung zu Gunsten der einen oder anderen Aktienart. Hierin wird eine eindeutige Regelung in der Satzung der Aktiengesellschaft verlangt, ob die Aktien als Inhaber-, Namensaktien oder vinkulierte Namensaktien ausgegeben werden.
Der Gesetzgeber hat jedoch seit 1861 in Deutschland alternativ bei Aktien die Möglichkeit geschaffen, diese Anonymität der Aktionäre aufzuheben. Das ist rechtlich durch die Wahl einer anderen Übertragungsform umgesetzt worden, nämlich als (geborenes) Orderpapier bei der Namensaktie oder als (technisches) Rektapapier bei der vinkulierten Namensaktie.

### Rechtslage
Bei Namensaktien gilt nur derjenige als Aktionär, der als solcher im Aktienregister eingetragen ist (§ 67 Abs. 2 AktG). Nur der im Aktienregister eingetragene und somit registrierte Aktionär gilt deshalb gegenüber der Gesellschaft als (stimm- und dividendenberechtigter) Aktieninhaber. Durch Börsengeschäfte beteiligte Kreditinstitute sind verpflichtet, die zum Aktienregister erforderlichen Angaben der Aktiengesellschaft zu übermitteln (§ 67 Abs. 4 AktG).
Das am 25. Januar 2001 in Kraft getretene Gesetz zur Namensaktie und zur Erleichterung der Stimmrechtsausübung (NaStraG) modernisiert grundlegend die aktienrechtlichen Vorschriften über die Namensaktie und lockert zudem die für die Hauptversammlung geltenden Formvorschriften. Neben der Umbenennung des Aktienbuchs in Aktienregister wurden die dort einzutragenden Daten des Aktionärs neu geregelt (§ 67 Abs. 1 AktG). Die sichere Identifikation des Aktionärs wird nicht mehr durch die Angabe des Berufs, dafür aber durch die Eintragung des Geburtsdatums gewährleistet, während die Angabe des Wohnortes nicht mehr zwingend vorgeschrieben ist. Es genügt die Eintragung (irgend)einer Adresse, womit ein direkter Informationsweg zum Aktionär gewährleistet werden soll. Nach § 67 Abs. 6 AktG kann nur noch Auskunft über die Daten zur eigenen Person begehrt werden. Wird die Namensaktie übertragen, so ist – anders als nach § 68 Abs. 3 Satz 2 AktG a.F. – die Vorlage der Aktien zum Nachweis des Übergangs nicht mehr erforderlich. Damit wird die elektronische Registerführung und -aktualisierung erleichtert.
Ferner sind die aktienrechtlichen Vorschriften über Namens- und Inhaberaktien weitgehend angeglichen worden. So beträgt im Hinblick auf die Teilnahme an der Hauptversammlung und die Ausübung des Stimmrechts die Anmeldefrist für die Inhaber von Namensaktien und die Frist für die Hinterlegung von Inhaberaktien jetzt einheitlich sieben Tage (§ 123 Abs. 3 S. 1, Abs. 4 AktG). Zudem kann das Stimmrecht nunmehr auch bei Namensaktien durch Kreditinstitute ausgeübt werden (§ 135 Abs. 1 AktG), und eine Stellvertretung „für den, den es angeht“ ist ebenfalls möglich (§ 135 Abs. 4 Satz 2 AktG). Schließlich wurde der bisherige § 135 Abs. 4 Satz 3 AktG ersatzlos gestrichen, sodass künftig nicht mehr zwingend die Vollmachtsurkunde vorzulegen und zu verwahren ist. Vielmehr sind gemäß § 135 Abs. 4 Satz 3 AktG sowohl bei Inhaberaktien als auch bei Namensaktien zum Nachweis der Stimmberechtigung nur noch die jeweiligen Satzungserfordernisse einzuhalten. Das gilt gleichermaßen bei einem Auftreten im Namen des Aktionärs wie bei einer Vertretung für den, den es angeht.
Die Möglichkeit, sich hinter Treuhändern oder Kreditinstituten zu verstecken, ist entfallen. Aktionäre von Namensaktien müssen ihre Identität durch Eintragung in das Aktienregister offenlegen. Eine vorsätzliche oder grob fahrlässige Verletzung der Mitteilungspflichten (Verschleierung) wird mit einem sechsmonatigen Stimmrechtsentzug nach Richtigstellung der Eintragung bestraft.
Das Gesetz liefert einen wesentlichen Grund für die Ausgabe von Namensaktien: Nicht voll eingezahlte Aktien dürfen nur als Namensaktie ausgegeben werden (§ 10 Abs. 2 AktG). Die Gesellschaft soll auf diese Weise in die Lage versetzt werden, zu prüfen, ob der im Aktienregister eingetragene Aktionär ausreichende Bonität für seine restliche Einzahlungsverpflichtung aufweist. Namensaktien bieten zudem bei Gründung der Gesellschaft die Möglichkeit, nur einen Teil des Aktienkapitals einzuzahlen oder Sacheinlagen über einen längeren Zeitraum in die Gesellschaft einzubringen.

### Arten
Das Gesetz sieht zwei Formen vor, und zwar die einfache Namensaktie und die Sonderform der vinkulierten Namensaktie. Beide gehören zu den geborenen Orderpapieren; die vinkulierte Namensaktie wird in der Praxis durch die Emittenten zu technischen Rektapapieren verwandelt.
Das Gesetz überlässt allgemein einer Aktiengesellschaft die Wahl zwischen Inhaber- oder Namensaktien. Ausnahmen gelten für Kapitalanlagegesellschaften und Gesellschaften, bei denen kraft Gesetzes durch Ausgabe vinkulierter Namensaktien Einfluss auf den Gesellschafterkreis genommen werden muss. Hierzu gehören Wirtschaftsprüfungs- und Buchprüfungsgesellschaften (§ 28 Abs. 5, § 130 Abs. 2 WPO) oder Steuerberatungsgesellschaften (§ 50 Abs. 2 StBerG), bei denen nur die entsprechenden Berufsträger Gesellschafter sein können.

#### Einfache Namensaktie
Standardfall ist die Namensaktie, bei der eine Eintragung mit Namen, Geburtsdatum, Adresse und der Stückzahl der gehaltenen Aktien im Aktienregister erforderlich ist, damit der Inhaber sämtliche Rechte aus der Aktie geltend machen kann (§ 67 Abs. 2 AktG). Da sie zu den geborenen Orderpapieren gehört, unterstellt das Gesetz das Bestehen einer positiven Orderklausel. Die Namensaktie ist durch Einigung, Indossament und Übergabe übertragbar, weil § 68 Abs. 1 AktG auf die Vorschriften der Art. 12, Art. 13 und Art. 16 WG verweist.

#### Vinkulierte Namensaktie

Vinkulierte Namensaktie der Ahstedt-Schellerter Zuckerfabrik AG vom 18. Juni 1956

Die vinkulierte Namensaktie (englisch registered share with restricted transferability; lateinisch vinculum: Band, Fessel) stellt eine Sonderform der Namensaktie dar. Eine vinkulierte Namensaktie bedarf zu ihrer Übertragung der Zustimmung der ausgebenden Aktiengesellschaft (§ 68 Abs. 2 AktG). Damit wird die ohnehin geringe Verkehrsfähigkeit von Namensaktien weiter eingeschränkt. Da die Gesellschaft die Zustimmung zur Übertragung verweigern darf, ist der im Aktienregister eingetragene Aktionär zunächst allein berechtigt, die aus der Aktie resultierenden Rechte geltend zu machen.
Auch vinkulierte Namensaktien sind materiell-rechtlich geborene Orderpapiere und nicht etwa Rektapapiere und können deshalb durch Indossament übertragen werden. Die erforderliche Zustimmung zur Übertragung schränkt lediglich die Transportfunktion des Indossaments ein, ändert jedoch nicht den Charakter als Orderpapier. In der Praxis jedoch werden vinkulierte Namensaktien üblicherweise im Wege der Blankozession übertragen. Die Formularpraxis der Emittenten sieht nämlich in aller Regel die Zession vor. Ausschlaggebend hierfür sei, dass die erforderliche Zustimmung zur Übertragung konkludent mit der Umschreibung im Aktienbuch erteilt werde und dafür die Blankozession die geeigneteren Unterlagen liefere. Zudem stelle die vom Käufer vervollständigte Abtretungserklärung ein ausreichendes Indiz für den nachzuweisenden Rechtsübergang nach § 68 Abs. 3 S. 2 AktG dar. Damit werden vinkulierte Namensaktien zu technischen Rektapapieren.
Namensaktien werden vinkuliert, wenn unerwünschte Aktionäre (etwa Konkurrenten oder außerhalb der Familie befindliche Personen) vom Kauf der Aktien von vornherein ausgeschlossen werden sollen. Stimmt der Emittent der Eigentumsübertragung nicht zu, so erhält der neue Erwerber kein Stimmrecht. Bei Erteilung einer Globalzustimmung muss das Unternehmen nicht jedem einzelnen Aktienerwerb zustimmen. Vinkulierte Namensaktien werden insbesondere von Versicherungsgesellschaften oder Nebenleistungsaktiengesellschaften ausgegeben. Besonders in sicherheitsrelevanten Sektoren, wie in der Rüstungsindustrie und Luftfahrt, werden Unternehmen teilweise kraft Gesetzes dazu gezwungen, vinkulierte Namensaktien zu emittieren. So emittiert auch die Deutsche Lufthansa AG seit September 1997 vinkulierte Namensaktien, um jederzeit den in Luftverkehrsabkommen und in den EU-Richtlinien geforderten Nachweis zu erbringen, dass Lufthansa-Aktien mehrheitlich in deutschen Händen liegen. Auch die Regionalwert Aktiengesellschaften nutzen vinkulierte Namensaktien.

### Übertragbarkeit und Börsenfähigkeit
Order- oder gar Rektapapiere besitzen insbesondere eine wesentliche Hürde, die ihre Verkehrsfähigkeit erheblich einschränkt, nämlich das Indossament bzw. die Zession als wertpapierrechtlich vorgeschriebene Übertragungsform. In § 68 Abs. 3 AktG wird die Aktiengesellschaft verpflichtet, die Lückenlosigkeit der Indossamentenkette zu überprüfen, nicht jedoch die Echtheit der Unterschriften.
Ein Blankoindossament ist nach § 68 Abs. 1 AktG i. V. m. Art. 12 Abs. 3 und Art. 13 Abs. 2 WG zulässig und macht die Namensaktie zu einem „technischen“ Inhaberpapier, das nachfolgend durch bloße Einigung und Übergabe übertragen werden kann. Um die Lieferbarkeit an Wertpapierbörsen für Namensaktien zu ermöglichen, schreiben die Börsenordnungen die Anbringung eines Blankoindossaments bei Namensaktien oder einer Blankozession bei vinkulierten Namensaktien vor. Danach sind Namensaktien lieferbar, wenn die letzte Übertragung – und nur diese – durch ein Blankoindossament ausgedrückt ist oder wenn – bei vinkulierten Namensaktien – eine Blankozession erfolgte oder den Aktien Blankoumschreibungsanträge des Verkäufers beigefügt sind. Bei weiteren Übertragungen ist dann eine erneute Indossierung bzw. Zession nicht erforderlich, so dass die Papiere im Handel den Inhaberaktien ähneln und in Girosammelverwahrung genommen werden können. In Deutschland betreibt die Clearstream Banking AG (früher Deutsche Börse Clearing) zur Abwicklung von Namensaktien das System Cascade-RS, das zusätzlich auf elektronischem Wege die notwendigen Informationen zur Aktualisierung der angeschlossenen Aktienregister noch am Handelstag ermöglicht.
Die Depotbanken übermitteln die Handelsdaten über das Wertpapier-Handelssystem der Deutschen Börse AG (Cascade-RS) elektronisch an das Aktienregister. Gemeldet werden Name, Anschrift, Nationalität und die Anzahl der Aktien. Die Banken informieren auch elektronisch über etwaige Adressänderungen. Bei Blankoindossamenten ist die Eintragung im Aktienregister zunächst nicht erforderlich, wohl aber bei Ausübung der Stimm- und Vermögensrechte.
Nicht die depotführenden Kreditinstitute versenden Einladung und Tagesordnung zur alljährlichen Hauptversammlung, sondern die Aktiengesellschaft selbst. Grundlage dafür bilden die Eintragungen im von ihr geführten Aktienregister. Ohne die entsprechende Eintragung kann jemand die Aktien zwar besitzen, hat jedoch keinen Stimmrechts- und Dividendenanspruch.

### Gründe für die Emission von Namensaktien

#### Transparenz
Seit Ende der neunziger Jahre haben zahlreiche große Kapitalgesellschaften ihre Anteilsscheine von Inhaberaktien auf Namensaktien umgestellt. Dies verschafft aufgrund des Aktienregisters dem Emittent mehr Transparenz über seine Aktionärsstruktur und erleichtert den Kontakt zwischen Gesellschaft und Aktionären („Investor Relations“) sowie den Zugang zu den internationalen Kapitalmärkten. Bei Inhaberaktien sind diese Daten erst verfügbar, wenn eine Stimmrechtsmitteilung erfolgen muss. Da somit eine sich stark verändernde Aktionärsstruktur durch zum Beispiel gestiegenes Interesse von Financial Sponsors (aktiven Finanzinvestoren) durch die Investor-Relations-Abteilungen wesentlich früher und einfacher zu erkennen ist, gewinnt die Namensaktie in der letzten Zeit zunehmend an Bedeutung. Die Zahl aller Aktiengesellschaften mit Namensaktien belief sich im Jahre 2001 in Deutschland auf 62. Ende 2006 waren 12 der 30 im DAX gehandelten Aktien Namensaktien.
Nachteile für Emittent und Investoren bei der Emission von Namensaktien sind die Aufwendungen, die für die Einrichtung und Aktualisierung des Aktienregisters entstehen. Zudem wird vermutet, dass insbesondere aktive oder vermögende private Investoren, die unerkannt bleiben wollen, durch Namensaktien vom Kauf dieser Unternehmensanteile abgeschreckt werden.

#### Internationalisierung
Namensaktien haben sich international als Standard durchgesetzt, da dies die übliche Aktienform u. a. in USA und Großbritannien ist.
Insbesondere eine Notierung an der Börse von New York setzt Namensaktien voraus; um Zugang zu diesem Markt zu erhalten, legen ausländische Unternehmen hier sog. American Depositary Receipts (ADR) auf, was jedoch zusätzliche Kosten und evtl. auch eine Verminderung der Liquidität erzeugen kann. Als Alternative zu den ADRs haben einige Unternehmen ihre Aktien von Inhaber- auf Namensaktien umgestellt und können dann in New York als sog. global registered shares handeln.

## Situation in der Schweiz
Auch in der Schweiz gibt es innerhalb des Schweizer Obligationenrechts die Namensaktie. Auch dort werden die Aktionäre im Aktienbuch eingetragen.

## Situation in Österreich
In Österreich sind Namensaktien für alle Aktiengesellschaften vorgeschrieben, die nicht börsennotiert sind (§ 9 und 10 Aktiengesetz).